# 平野 (兵庫区)
平野（ひらの）は、兵庫県神戸市兵庫区の地域名。兵庫区の山麓に位置し、北には菊水山、南には大倉山、東には水の科学博物館のある丘、西には雪の御所が控える。かつては平清盛が福原京を置いた地域。人口10,837人（2002年）。

## 概要

### 平清盛
歴史に富んだ地で、1180年、平清盛は日宋貿易の窓口だった大輪田泊（おおわだのとまり）を見下ろす平野の地に都造りを計した（福原遷都）。しかし、わずか半年で源氏の挙兵に対応を迫られ、再び京へ戻った。1167年、平清盛が病のため太政大臣を辞し出家して、1169年には雪見御所を構えた。清盛はこの地を気に入り計14年間を平野に暮らす。平野は南以外の3方向を山に囲まれた盆地であり、六甲山系を背にして大倉山や会下山などの丘陵が「コの字」に並ぶ地形は、北風を遮り温暖で過ごしやすいことと、敵からの攻撃に備えやすいとという理由であったといわれる。さらに、石井川と天王谷川が新湊川に注ぐ合流地点であったこともその理由の一つとされている。清盛は福原遷都後、再興させた北区山田町の明要寺を「西の比叡山」になぞらえ、月参りをしたと伝えられる。参拝には石井川東岸から北に延びる烏原古道を利用した。
『高倉院御幸記』には「福原の中御覧ぜんとて、御輿にてここかしこ御幸あり、所の様造りたる所々、高麗人の配しけるも理とぞみゆる。荒田といふ頼盛の家にて笠懸(かさがけ) 流鏑など御覧ぜさす云々」とあり、高麗人が設計施工したため京の都と異なり、異風情緒に富んだ街並みだったと推察されている。居館は1184年、源義経軍の鵯越の合戦で焼失した。

### 後醍醐天皇
後醍醐天皇が、隠岐の島に流され北条幕府軍に反旗を翻した出発点である。太山寺の古文書に護良親王の令旨により1333年2月15日、兵庫嶋合にて、小平野庄（現在の平野）と六波羅探題の勢力とが合戦をした。赤松軍の居城多多部城（再度山）の支城が五宮神社の東隣りの一帯で「安濃城」と呼ばれた字名である。この際には、平野の村民も赤松軍の陣営に食料の運搬を手伝ったといわれる。

### 楠木正成
1336年、味方同士であった赤松範資と楠木正成は袂を分ち、湊川の戦いで正成は孤軍奮闘するが、足利軍の大軍に屈した。『太平記』によれば湊川上流の古びた一庵にて弟正季と七生報国を誓い自決したとされ、湊川神社の本殿の西隣が「正成終焉の地」と伝わるものの、自害したのは平野の楠谷町で首実検した場所が湊川神社付近ではないかとの説がある。

### 江戸時代
江戸時代には三領主の知行地（天領、畠山領、片桐領）となる。

### 勝海舟と祥福寺
祇園神社東横筋には幕末に神戸海軍操練所を開いた勝海舟の寓居跡が残る。その東山麓には、祥福寺があるが、夏目漱石はこの寺の雲水と25通にわたる文通を行い、漱石も死ぬまでに1度参禅したいと願望した寺である。

### 明治・大正時代
大正初期には上流階級が住む住宅地として開け、表通りには商店が立ち並んでいた。温泉があり、米や株式を扱う「神戸取引所」が荒田町に移転し、銀行などもできたため、料亭や旅館は接待の場所になっていた。上祇園町と五宮町の間に、6本の道が交わる「六道の辻」がある。明治期までは北東から南西に走る裏街道だけが存在したが、市道山麓線につながる道が2本でき、やがて「六道の辻」と呼ばれるようになった。

### 三浦光子
水の科学博物館（奥平野浄水場）がある楠谷町には、石川啄木が一番たよりにしていたといわれる妹、三浦光子が長年居住し、慈善事業をしていた愛隣館跡がある。

## 自然
平野は周囲を山に囲まれた平地にあり、自然環境が豊かであったため縄文時代より人々の暮らしの痕跡が遺跡から見つかっている。町の中を流れる天王川は100万年前から流れる「先行河川」で、六甲山系が隆起を続けていく際に川底を削り続けた結果、V字谷ができ上った。